# 5303 Parijskij
5303 Parijskij este un asteroid din centura principală de asteroizi.

## Descriere
5303 Parijskij este un asteroid din centura principală de asteroizi. A fost descoperit pe 3 octombrie 1978 la Observatorul de Astrofizică din Crimeea de Nikolai Cernîh. El prezintă o orbită caracterizată de o semiaxă mare de 2,87 ua, o excentricitate de 0,02 și o înclinație de 2,8° în raport cu ecliptica.